# Листунова, Виктория Викторовна
Виктория Викторовна Листунова (род. 12 мая 2005, Москва) — российская гимнастка, олимпийская чемпионка 2020 в команде в составе сборной ОКР, абсолютная чемпионка Европы 2021, трёхкратная чемпионка мира среди юниоров по спортивной гимнастике (2019). Заслуженный мастер спорта России (2021).

## Биография
Учащаяся Московского училища олимпийского резерва № 1 и ГБОУ ЦСиО «Самбо-70» Москомспорта (с осени 2019 года); тренер — Ольга Петровичева. Ранее занималась также синхронным плаванием и художественной гимнастикой. Трижды выигрывала в 2018 году золотые медали юниорского чемпионата России. В 2018 году также выступала в шоу «Синяя птица: последний богатырь».
В 2019 году в июне на юниорском чемпионате мира в Дьёре стала трёхкратной чемпионкой мира в командном и абсолютном первенстве, а также в вольных упражнениях (завоевала серебро на разновысоких брусьях). Чуть позже на летнем европейском юношеском Олимпийском фестивале в Баку завоевала пять золотых медалей, не справившись только с выступлениями на бревне.
12 марта 2021 года стала чемпионкой России в многоборье с результатом 114,164 балла. 23 апреля в Базеле выиграла абсолютное первенство чемпионата Европы 2021 с результатом 56,731 балла, опередив серебряного призёра Олимпийских игр 2016 года, призёра чемпионатов мира, 4-кратную чемпионку Европы Ангелину Мельникову.
На летних Олимпийских играх 2020 в Токио Виктория Листунова стала олимпийской чемпионкой в командном многоборье в возрасте 16 лет вместе с Ангелиной Мельниковой, Владиславой Уразовой и Лилией Ахаимовой с результатом 169,528, опередив сборную США (результат 166,096 соответственно).

## Общественная деятельность
18 марта 2022 года выступила в «Лужниках»  на митинге-концерте в поддержку войны с Украиной и в честь годовщины аннексии Крыма Россией под названием «Za мир без нацизма! Zа Россию! Zа Президентa», при этом, как и другие спортсмены, была одета в куртку с нашивкой «Z».

## Достижения

### Юниорские турниры
| Год  | Турнир                                             | Командное первенство | Личное первенство | Опорный прыжок | Брусья | Бревно | Вольные |
| ---- | -------------------------------------------------- | -------------------- | ----------------- | -------------- | ------ | ------ | ------- |
| 2018 | International Gymnix                               |                      | 3                 | 8              | 2      | 6      | 1       |
| 2018 | Юниорский чемпионат России                         |                      | 1                 | 2              | 1      | 3      | 1       |
| 2018 | Кубок Воронина                                     |                      | 2                 | 2              | 4      |        | 2       |
| 2019 | Кубок Езоло                                        | 1                    | 4                 | 2              |        | 1      | 1       |
| 2019 | Юниорский чемпионат России                         |                      | 2                 | 2              |        | 3      | 1       |
| 2019 | Юниорский чемпионат мира                           | 1                    | 1                 | 8              | 2      |        | 1       |
| 2019 | Летний европейский юношеский Олимпийский фестиваль | 1                    | 1                 | 1              | 1      | 7      | 1       |
| 2019 | Elite Gym Massilia                                 |                      | 2                 |                |        | 5      | 1       |

### Взрослые турниры
| Год  | Турнир           | Командное первенство | Личное первенство | Опорный прыжок | Брусья | Бревно | Вольные |
| ---- | ---------------- | -------------------- | ----------------- | -------------- | ------ | ------ | ------- |
| 2021 | Чемпионат России | 1                    | 1                 | 2              | 2      | 1      | 2       |
| 2021 | Чемпионат Европы |                      | 1                 |                |        |        | 7       |
| 2021 | Олимпийские игры | 1                    |                   |                |        |        | 8       |

## Награды
- Орден Дружбы (11 августа 2021 года) — за большой вклад в развитие отечественного спорта, высокие спортивные достижения, волю к победе, стойкость и целеустремлённость, проявленные на Играх XXXII Олимпиады 2020 года в городе Токио (Япония)[14].